# Hermann Wunderlich (architekt)
Herman Wunderlich (7. listopadu 1899 České Budějovice – 29. října 1981 Kolín nad Rýnem) byl česko-německý architekt a pedagog působící na Německé vysoké škole technické v Praze. Po druhé světové válce žil v Kolíně nad Rýnem. V 50. a 60. letech navrhoval celou řadu obchodních domů, především pro německý řetezec Kaufhof.

## Život

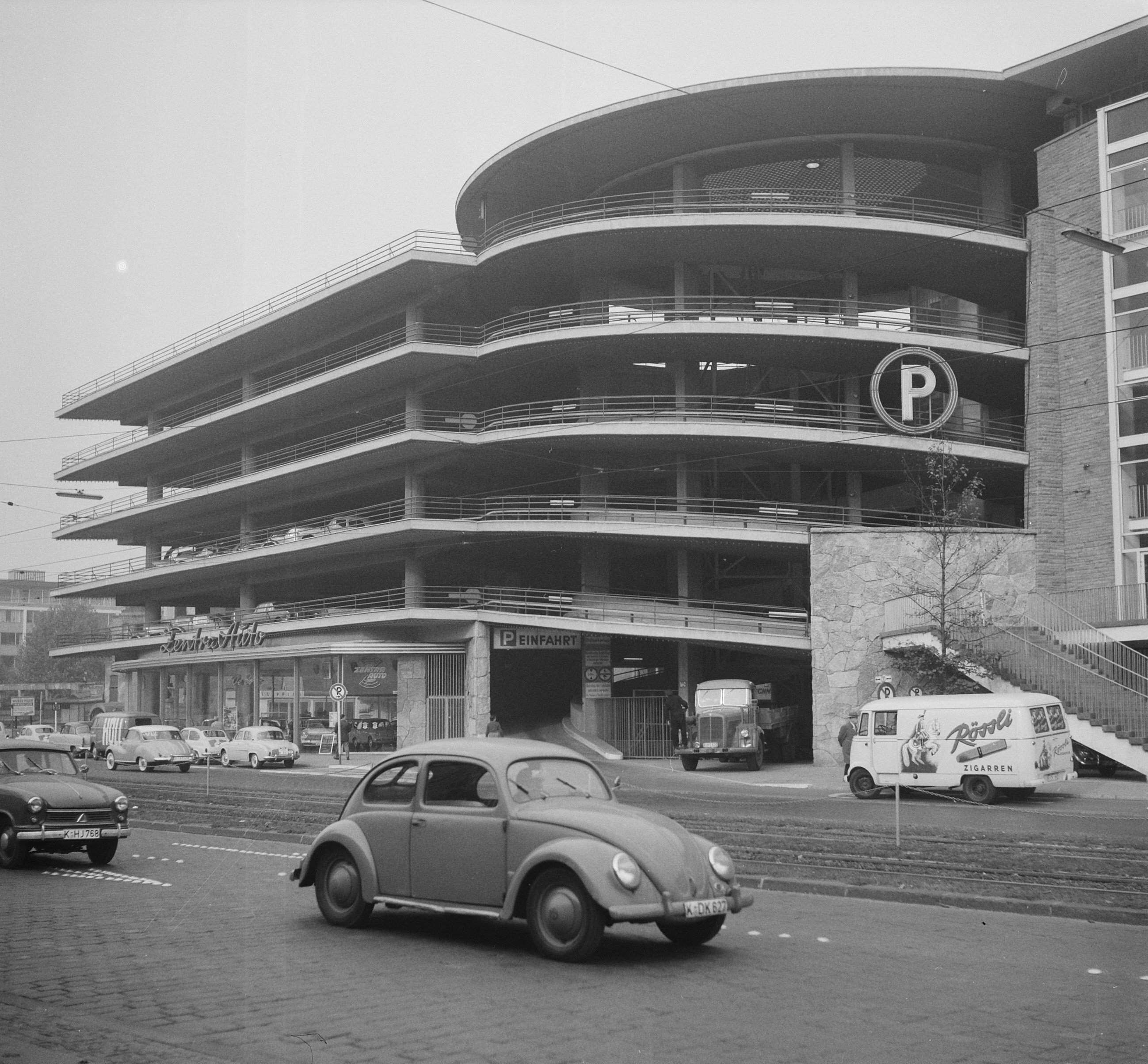
Parkovací dům Kaufhof P1, Cäcilienstraße, Kolín nad Rýnem (postaveno 1956-57, vyfoceno 1959)

Hermann Wunderlich se narodil na samém konci 19. století v Českých Budějovicích. V letech 1920 až 1925 studoval architekturu na Německé vysoké škole technické v Praze. Od roku 1927 do roku 1930 byl asistentem architekta Arthura Payra. Poté působil v Praze jako architekt na volné noze. V roce 1932 dokončil doktorát na Německé vysoké škole technické s prací O urbanistické úpravě Karlových Varů a dále na ní působil v letech 1935 až 1945 jako zvláštní profesor pro výstavbu měst a sídel.
Po skončení války se v roce 1945 se přestěhoval do Německa a v letech 1947 až 1966 pracoval jako vedoucí a prokurista technického ústředí firmy Kaufhof AG v Kolíně nad Rýnem.
Wunderlich zemřel v roce 1981 pár dní před svými 82. narozeninami. Byl pohřben v rodinném hrobě na kolínském melatenském hřbitově.

## Dílo

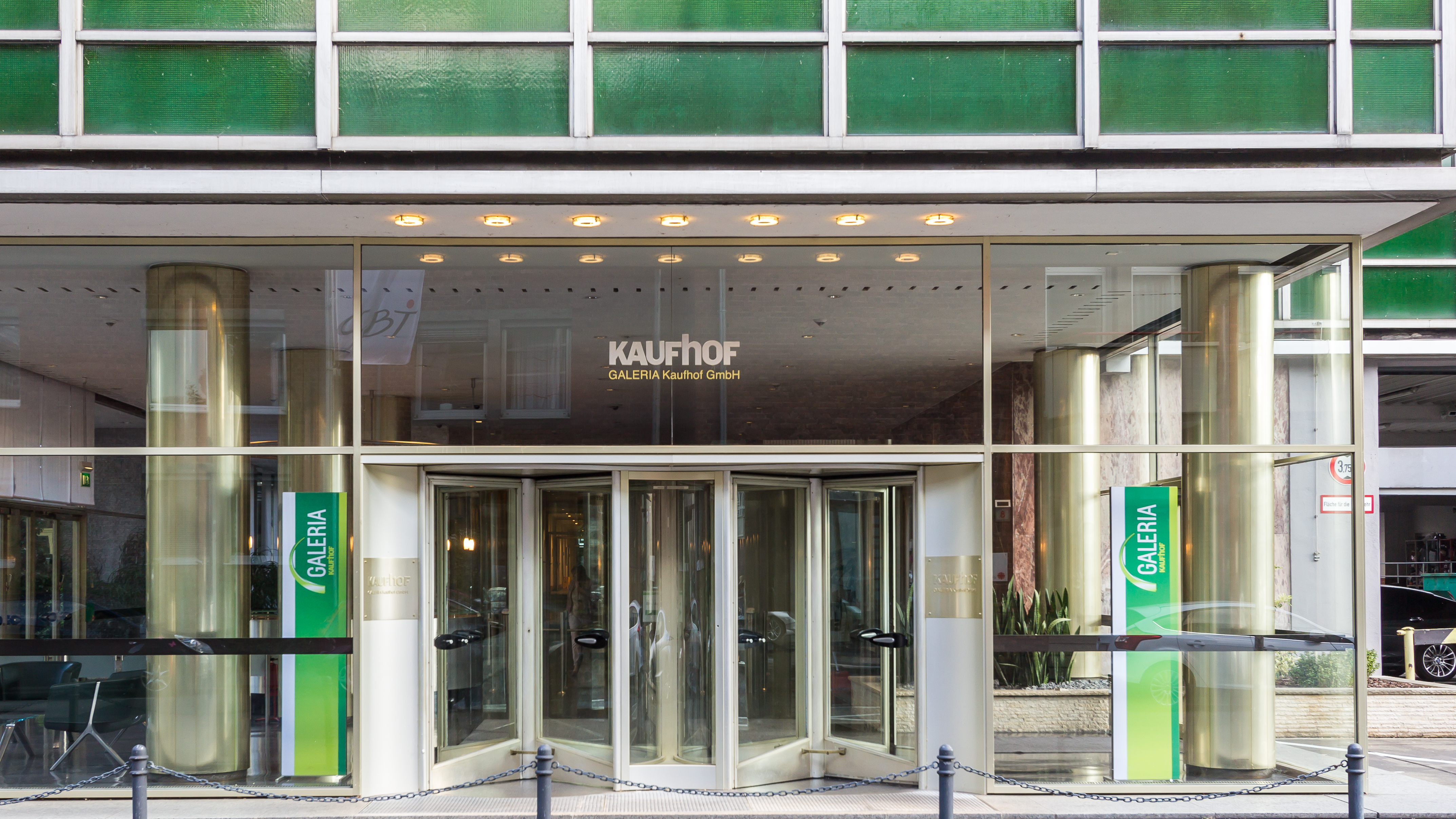
Hlavní vstup do Správní budovy firmy Kaufhof, Leonhard-Tietz-Str. 1, Kolín nad Rýnem (postaveno 1953-1954)

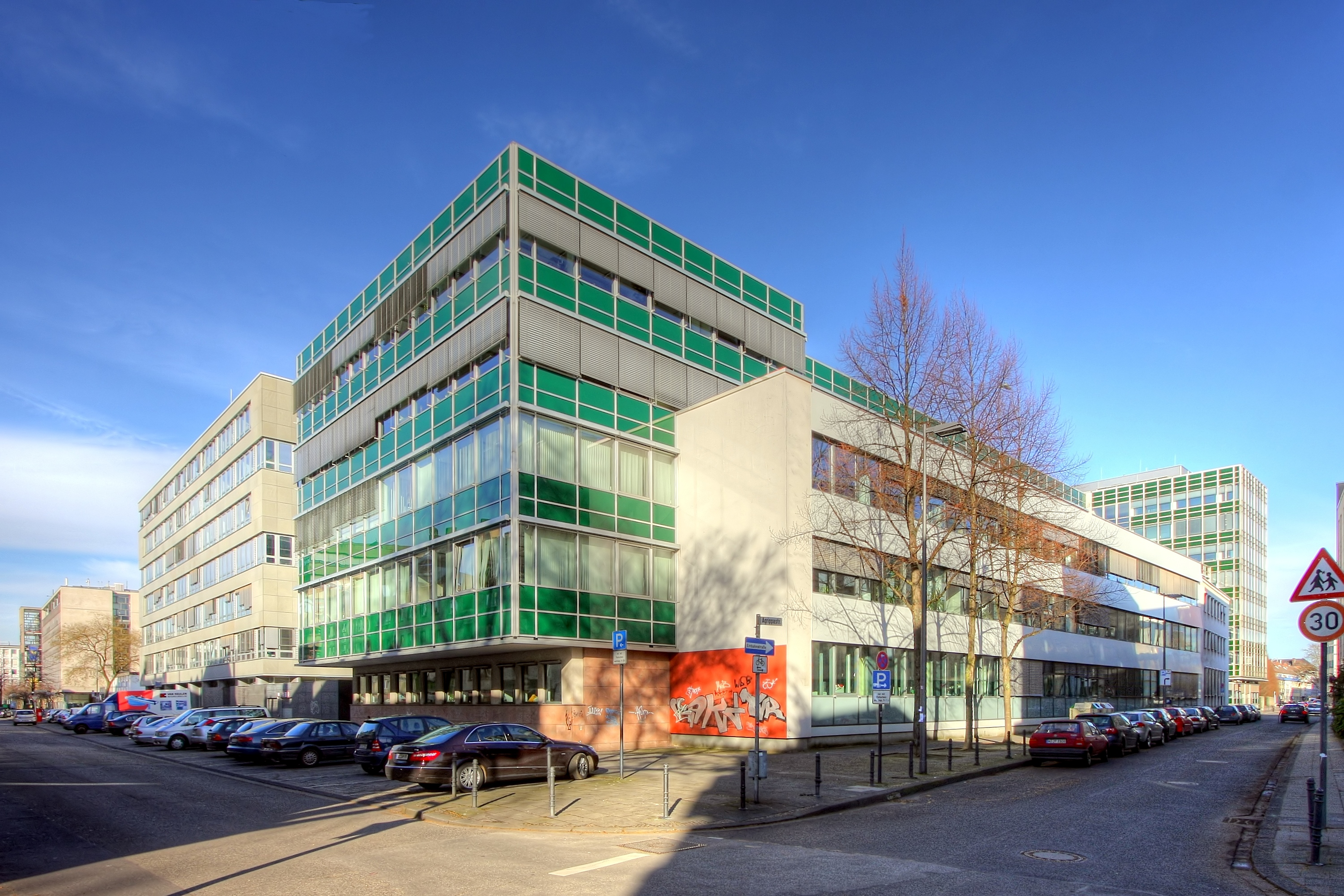
jihovýchodní nároží Správní budovy firmy Kaufhof, Leonhard-Tietz-Str. 1, Kolín nad Rýnem (postaveno 1953-1954)

Po druhé světové válce rozvíjel Hermann Wunderlich nový formální architektonický jazyk pro přestavby obchodních domů, který měl splňovat nejen funkční požadavky, ale také zohledňovat vznikající koncept „korporátní identity“ moderní doby. Fasády tvořené hliníkovo-skleněnými mřížkami v široké škále zelených tónů, které navrhoval pro řetězec obchodních domů Kaufhof AG, byly později uznány jako důležité svědectví své doby a řada těchto realizací byla zapsána na seznam kulturních památek. Vliv Wunderlichových návrhů lze vysledovat u více než 40 přestaveb a celkových rekonstrukcí obchodních domů Kaufhof v německých městech. Jedná se například o Darmstadt, Düsseldorf, Frankfurt nad Mohanem, Freiburg v Breisgavsku, Hamburg, Hanau, Kassel, Krefeld, Ludwigshafen nad Rýnem, Mülheim nad Rúrem, Norimberk, Saarbrücken nebo Wuppertal.
Hermann Wunderlich působil (většinou ve spolupráci s Reinoldem Klüserem) také v oblasti urbanismu a výstavbách vil, především v domácím Kolíně nad Rýnem ve čtvrti Marienburg.

### Budovy obchodních domů v Kolíně nad Rýnem
- 1953/1954, Leonhard-Tietz-Strasse 1, správní budova firmy Kaufhof
- 1956/57: Cäcilienstraße 2, rozšíření obchodního domu Kaufhof AG [2]
- 1956/57: Cäcilienstrasse 22, parkovací dům Kaufhof [3]
- 1958: Kalker Hauptstrasse 108-122, obchodní dům pro Kaufhof AG

### Budovy obchodních domů mimo Kolín (výběr)
- 1952/53: Darmstadt, Rheinstrasse 2, obchodní dům pro Kaufhof AG[4]
- 1954: Frankfurt nad Mohanem, obchodní dům pro Kaufhof AG poblíž Hauptwache
- 1955: Kassel, Opernplatz, obchodní dům pro Kaufhof AG
- 1957: Hanau, Neustädter Markt, obchodní dům pro Kaufhof AG
- 1960: Ludwigshafen nad Rýnem, Bismarckstraße 63, obchodní dům pro Kaufhof AG
- 1960: Wuppertal, čtvrť Elberfeld, Bahnhofstrasse 82, přestavba a přístavba obchodního domu pro Kaufhof AG
- 1962: Saarbrücken, Bahnhofstrasse 82, pasážový obchodní dům pro Kaufhof AG
- 1962/63: Norimberk, Königstrasse 42-52, obchodní dům pro Kaufhof AG [5]
- 1962/63: Mülheim nad Rúrem, Friedrich-Ebert-Straße 35, rozšíření obchodního domu a přístavba vícepodlažního parkoviště pro Kaufhof AG[6]
- 1963/64: Wuppertal, čtvrť Barmen, Alter Markt, obchodní dům a parkovací dům pro Kaufhof AG [7]
- 1966/67: Hamburk, Mönckebergstraße 3, přestavba původní kancelářské budovy velkoobchodu s vlnou H. A. Klöpper na pobočku Kaufhof AG[8]